# じぶ煮

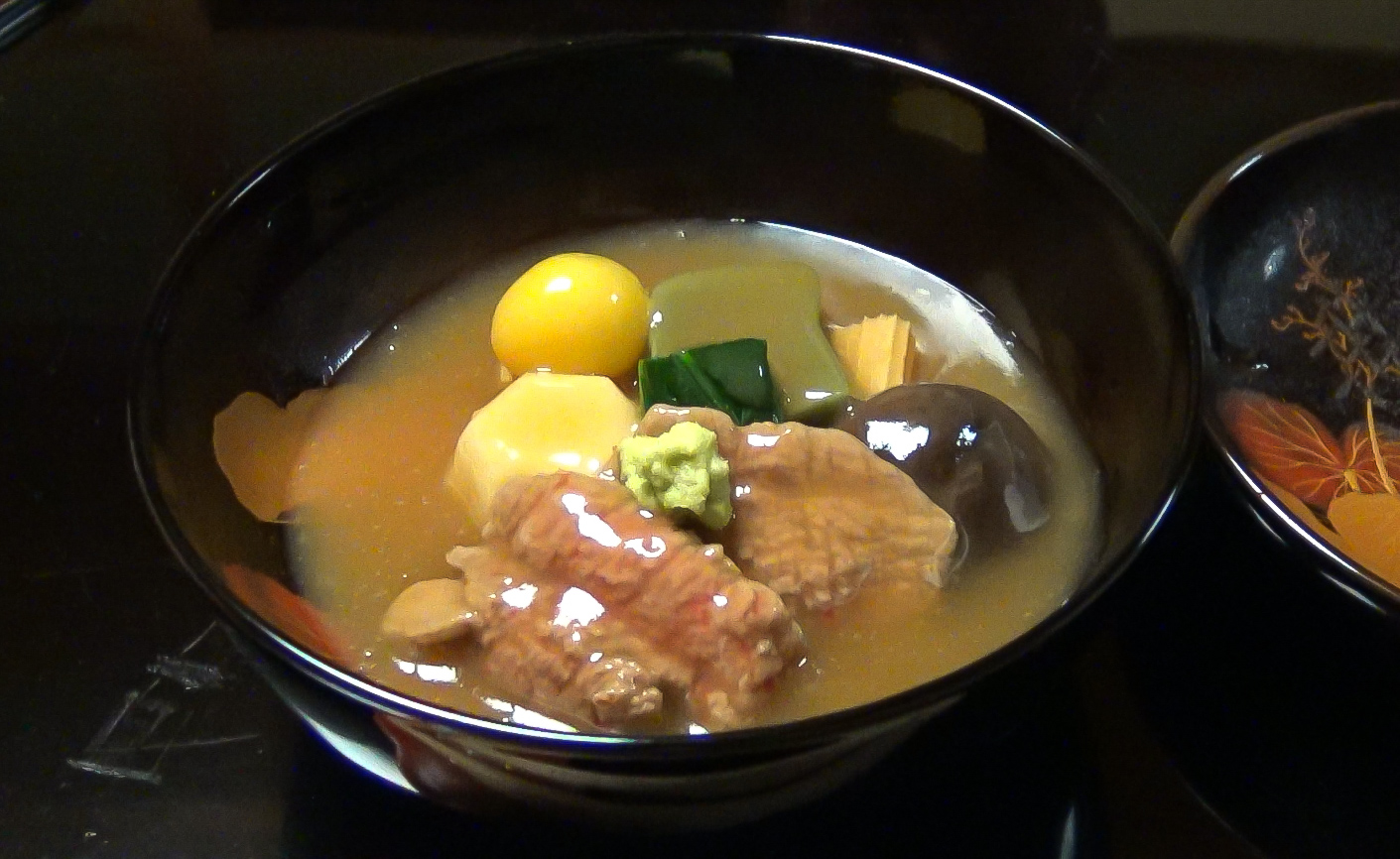
じぶ煮（料亭旅館 浅田屋）

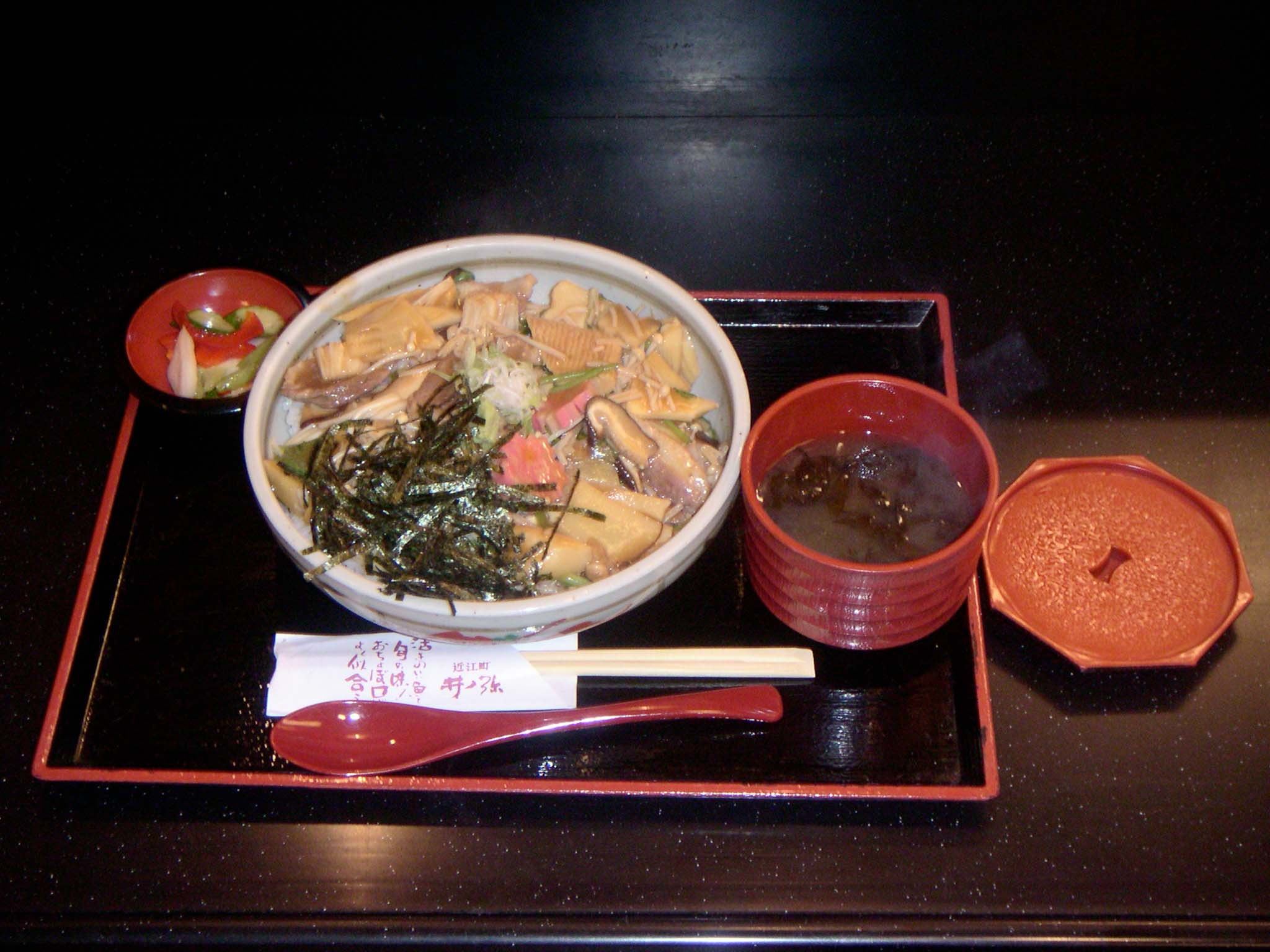
鴨じぶ煮どん（井ノ弥） じぶ煮を丼飯にした創作料理

じぶ煮（治部煮、じぶに）は鴨肉などを煮た料理で、石川県金沢市の代表的な郷土料理（加賀料理）である。

## 概要
鴨肉（もしくは鶏肉）をそぎ切りにして小麦粉をまぶし、だし汁に醤油、砂糖、みりん、酒をあわせたもので鴨肉、生麩（金沢特産の「すだれ麩」）、しいたけ、青菜（せりやホウレンソウなど）を煮てできる。肉にまぶした粉がうまみを閉じ込めると同時に汁にとろみをつける。薬味はわさびを使う。本来はツグミなどの野鳥を用いるとされ、その際は丸ごとすり潰してひき肉状にし、これをつくねのように固めたものを煮立てたという。

## 名前の由来
「じぶ」という名前の由来は諸説ある。
- 材料を「じぶじぶ」と煎りつけるようにして作る[4]ことから呼ばれたのか、という提起[5]:24。しかし「じぶじぶ」という語の出所とされる17世紀の料理本『料理物語』では、実際には「しふしふ」と書いてある[6]。
- 「じゅぶ」[5]:23。後に「じゅぶ」とは「熟鳧」（じゅくぶ）の略であるとされた[5]:24。中国語で「wikt:熟」は「煮たもの」という意味があり、「wikt:鳧」は「鴨」のこと、すなわち熟鳧とは「鴨の煮込み」。ちなみにアヒルの別名に「舒鳧」[7]という言い方がある。
- 豊臣秀吉の兵糧奉行だった岡部治部右衛門が朝鮮から持ち込んだことに因んだ[1][要出典]。

## 歴史
料理の起源も諸説ある。1588年（天正16年）にお預けとなったキリシタン大名の高山右近が、加賀にいた折に伝えた欧風料理だともされる。
同じ「じぶ」という名称であっても、調理方法には変遷があった。加賀藩の前田家に代々仕えた料理人が18世紀前期に書いた『料理の栞』に、「雁・鴨・白鳥などの肉をそぎ切りにし、麦の粉を付けて濃い醤油味の汁で煮、ワサビを添える」という「麦鳥（むぎどり）」と呼ばれる料理があり:23、これは現在のじぶ煮に似ている:24。いっぽう同書には「鴨肉を鍋に張った汁（醤油、たまり、煎り酒などを混ぜる）を付けながら鍋肌で焼き、汁を張った椀に5切れほど盛ってワサビを添えて出す」カモの鍋焼き、「じぶ」あるいは「じゅぶ」という別の鴨料理があった:23。ところが以後この二種類の料理が混同されて、19世紀前期までには従来の「麦鳥」のような料理が「じゅぶ（熟鳧）」と呼ばれるようになり、現在の「じぶ」につながる。
第二次世界大戦後に行われた昭和天皇の戦後巡幸では、夕食に各地の郷土料理を取り入れた。1947年（昭和22年）10月25日、昭和天皇が福井県芦原温泉に宿泊した際には「雛鳥の治部煮仕立」が供されている。